# Квадрат (фильм, 2013)
«Квадрат» (англ. Kvadrat) — документальный полнометражный фильм сценариста, сопродюсера и режиссёра Анатолия Иванова, выпущенный в 2013 году. Фильм исследует реалии профессии техно диск-жокея на примере русского диджея Андрея Пушкарёва. Снятый как гибрид роуд-муви и музыкального видеоклипа, Квадрат не только показывает праздничную атмосферу ночных клубов, но и раскрывает менее известную сторону этой профессии. Снятый в Швейцарии, Франции, Венгрии, Румынии и России, фильм опускает типичные элементы документалистики: нет интервью, нет разъяснительного голоса за кадром, нет фактов и цифр. Приоритет отдаётся обильно-звучащей техно музыке, оставляя детальное толкование зрителю.
С точки зрения киноискусства, Квадрат отличается оригинальной операторской работой с цветом, изощрённым звуковым дизайном, особым вниманием к деталям и отсутствием традиционной драматической структуры, достигнутыми несмотря на крайне малый бюджет.

## Сюжет
Диджей Андрей Пушкарёв просыпается в своей московской квартире, собирает виниловые пластинки и отправляется в аэропорт Домодедово, откуда он летит в Цюрих. По прибытии, его встречает промоутер клуба Supermarket. После того, как Пушкарёв засыпает в гостинице, посреди ночи его внезапно будит iPhone. Он одевается и идёт на работу в клуб. Закончив своё выступление, он садится на поезд в Женеву. По дороге, вместо того, чтобы любоваться альпийскими красотами, он спит.
После короткого визита в гости (к другу или подруге — не показывается), он садится на самолёт обратно в Москву. Тем самым, он завершает первую «сюжетную петлю», далее повторяющуюся с небольшими вариациями на протяжении всего фильма, в качестве метафоры на музыкальный луп в техно композициях.
В его московской квартире, после быстрых ответов на запросы о букинге по Skype, Пушкарёв просматривает свою огромную коллекцию виниловых пластинок, готовясь к предстоящим выступлениям. Побрившись, он снова уезжает, в этот раз на такси на Ленинградский вокзал, где он садится на поезд в Санкт-Петербург.
Прибыв в Санкт-Петербург, он ждёт в гостях у друга в квартире, прослушивая новые музыкальные произведения на сайте интернет-магазина Beatport. После наступления темноты, он с организаторами вечеринки едет в BarakobamaBar, где отыгрывает очередной диджей сет. На рассвете, по окончании вечеринки, он с друзьями выходит из клуба, но решив совершить пешую прогулку по пустынным дворам Санкт-Петербурга расстается с ними у метро. Через пару часов его ожидает обратный отъезд в Москву.
По возвращении в Москву, повторяя сюжетную петлю, он заходит в гости к своим друзьям и, за чаем, обсуждает существенную разницу между дневными и ночными вечеринками, выражая своё желание играть техно музыку днём, чтобы приблизить клубную индустрию к более здоровому образу жизни.
После очередной поездки на метро, он играет в московском клубе MIR, а затем опять улетает в Женеву. Там он опять садится на тот же поезд, что и в начале фильма, только в другую сторону, вращаясь по «петле», по направлению в Ольтен через Берн. Встречающий его промоутер прямиком едет с Андреем в клуб Terminus, где технические проблемы мешают выступлению. Проигрыватель пластинок Technics SL-1210 отказывается переключаться с 45 на 33 оборота в минуту. Позже, технический работник клуба задевает локтем звукосниматель, срывая иглу с пластинки. Уставший Пушкарёв едет на такси в гостиницу, где он вновь проверяет букинг запросы на своём ноутбуке.
Утром, он садится на поезд в Лозанну, где он делает пересадку на TGV в Париж. После выступления в баре 4 éléments, Пушкарёв продолжает свои гастроли рейсом SWISS в Будапешт, через узловой аэропорт в Цюрихе.
Встречающие в Будапеште отвозят его в Кецель, где он выступает в клубе Korona перед большой аудиторией. Заснув в машине на обратном пути в Будапешт, он пропускает нарядные новогодние улицы центра Будапешта. В гостинице у него остаётся всего несколько часов на то, чтобы переупаковать свои вещи, прежде чем выехать в аэропорт, обновляя, тем самым, очередной виток «сюжетной петли».
Он снова летит в Цюрих, где пересаживается на рейс в Бухарест.
Забрав его из аэропорта, его везут в Крайову, где он выступает в клубе Krypton без какого-либо отдыха после Венгрии.
На следующий день, он спит в машине во время длительного и медленного переезда в Клуж-Напоку вызванного сильнейшим снегопадом февраля 2012, одного из самых смертоносных в истории Румынии, чтобы приехать в клуб Midi. Он играет для восторженной публики и внезапно просыпается в той же помятой машине БМВ на тех же заснеженных дорогах.
Наконец, он приезжает на берег моря, смотрит на волны и заходящее солнце и медленно уходит, оставляя сумку с виниловыми пластинками на песке.

## Создание
Из-за бюджетных ограничений, Анатолий Иванов работал над фильмом как сценарист, сопродюсер, режиссёр, оператор, монтажёр и звукорежиссёр.

### Подготовительный период
Анатолий Иванов сформулировал идею Квадрата после экспромтной съёмки и монтажа короткометражного 30-минутного фильма на Кантонском языке о частном гонконгском фестивале боевых искусств в феврале 2011. После чего, он предложил Андрею Пушкарёву снять реалистичный документальный фильм о работе диджея, когда оба встретились в парижской квартире режиссёра.
Анатолий Иванов объединил усилия с Юрием Рысевым чтобы профинансировать проект из частных источников, изначально ошибившись в размерах бюджета в 5 раз.
Его радикальный подход к кинопроизводству позволил снять полнометражный фильм в 5 странах, несмотря на маленький бюджет, в частности за счёт того, что все участвующие в нём работали добровольно и без какой-либо финансовой компенсации.

### Места съёмок
Квадрат снимался исключительно на местности в:
- Швейцарии
  - Цюрихе
  - Женеве
  - Ольтене
- Франции
  - Париже
  - Марселе
- Венгрии
  - Будапеште
  - Кецеле
- Румынии
  - Бухаресте
  - Крайове
  - Клуж-Напоке
- России
  - Москве
  - Санкт-Петербурге
  - Ижевске
  - Воткинске
  - Степаново, Удмуртия

А также во время регулярных рейсов авиакомпаний SWISS и Ижавиа, железнодорожных переездов SBB CFF FFS, РЖД и поездок на женевских TPG, петербургском и московском метро.

### Съёмочный период
Съёмки начались 27 августа 2011, закончились 16 июля 2012 и продолжались 55 дней (если считать те дни, когда работала камера).
Фильм был снят в формате 1080p HD парой камер Canon 1D mark IV и всего лишь двумя фото-объективами Canon.
Съёмочная группа состояла из одного человека. Анатолий Иванов снимал видео и записывал звук, неся всё кинооборудование на себе. Он не использовал тележки, краны, стедикамы, штативы и крепления для машин и полностью снял Квадрат с рук. Съёмки производились без какого-либо дополнительного освещения.

### Монтаж и постпродакшн
Монтаж в Final Cut Pro X и пост-продакш начались сразу после завершения съёмок. Процесс занял 1 год в Женеве и осложнялся техническими проблемами, такими как ретушь горячих пикселей на отснятом материале и неадекватными компьютерными средствами (один MacBook Pro 2011 года и пара наушников Sony MDR7506).

### Музыка
Фильм содержит 35 треков (композиций) сыгранных диджеем Пушкарёвым, представляя различные жанры техно музыки, от дип-хауса до даб-техно, от минимал-техно до электро:
1. «Abyss» by Manoo — Deeply Rooted House, 2008
2. «Direct» by Kris Wadsworth — NRK Sound Division, 2009
3. «La Grippe (Helly Larson Remix)» by George Soliis — Wasabi, 2011
4. «Air» by Havantepe — Styrax Leaves, 2007
5. «Mauna Loa» by Mick Rubin — Musik Gewinnt Freunde, 2009
6. «Soul Sounds (Freestyle Man Original Dope Remix)» by Sasse — Moodmusic, 2005
7. «Tammer (David Duriez Remix From Da Vault)» by Phonogenic — 20:20 Vision, 2000
8. «Track B1» by Slowhouse Two — Slowhouse Recordings, 2008
9. «Post» by Claro Intelecto — Modern Love, 2011
10. «Acid Face» by Scott Findley — Iron Box Music, 2003
11. «Warriors» by Two Armadillos — Secretsundaze Music, 2007
12. «Grand Theft Vinyl (JV Mix)» by Green Thumb vs JV — So Sound Recordings, 2004
13. «Tobacco (Alveol Mix)» by Kiano Below Bangkok — Only Good Shit Records, 2011
14. «When The Dark Calls» by Pop Out and Play — Alola, 2001
15. «Circular Motion (Vivid)» by Christian Linder — Phono Elements, 2002
16. «Blacktro (Demo 1)» by Jerome Sydenham and Joe Claussell — UK Promotions, 2007
17. «Green Man» by Mr. Bizz — Deepindub.org, 2008
18. «Tahiti» by Ben Rourke — Stuga Musik, 2011
19. «Willpower» by Joshua Collins — Prolekult, 2002
20. «Lullaby For Rastko (Herb LF Remix)» by Petkovski — Farside, 2011
21. «Agape Dub» by Luke Hess — Modelisme Records, 2009
22. «Glacial Valley» by Makam — Pariter, 2011
23. «The Time» by Vizar — Jato Unit Analog, 2011
24. «Libido» by Sean Palm and Charlie Mo — Railyard Recordings, 2008
25. «Ahck (Jichael Mackson Remix)» by Minilogue — Wir, 2007
26. «Altered State (Artificial Remix)» by Jason Vasilas — Tangent Beats, 2004
27. «Modern Times (Dub Mix)» by Hatikvah — Baalsaal, 2009
28. «That Day (Loudeast Black Label Remix)» by DJ Grobas — Thrasher Home Recordings, 2004
29. «The Hills (John Selway Dub)» by Filippo Mancinelli and Allen May — Darkroom Dubs, 2011
30. «Running Man» by Petar Dundov — Music Man Records, 2007
31. «Ice» by Monolake — Imbalance Computer Music, 2000
32. «Lucky Punch» by Peter Dildo — Trackdown Records, 2006
33. «Live Jam 1» by Rhauder — Polymorph, 2011
34. «Can U Hear Shapes?» by Pop Out and Play — Alola, 2001
35. «Be No-One» by Charles Webster — Statra Recordings, 2001

## Затронутые темы
Помимо очевидного фасада работы диджея в ночном клубе, Квадрат исследует менее известные публике темы: бесконечные переезды диджея, переутомление, депривация сна, саморазрушение, абсурд, одиночество, предназначение искусства и стереотипы музыканта.

## Жанр
Анатолий Иванов соединил жанр роуд-муви с музыкальным видеоклипом, создав таким образом своеобразный современный техно-мюзикл почти без диалогов. Он сознательно применил эстетику игрового кино при съёмке документального материала и удалил клише документального кино для того, чтобы создать третью категорию между игровым и документальным жанром. Другими словами, Квадрат — документальный фильм использующий приёмы игрового кино, такие как экспозиция, метафора и символика чтобы выразить идеи, спровоцировать эмоции и вызвать вопросы имплицитно, нежели приёмы присущие документалистике, такие как изложение, инсценированные интервью и разъяснительный голос за кадром для эксплицитной подачи информации.

## Релиз
Фильм был тихо выпущен в прокат, появившись сначала в качестве 720p на Vimeo 17 октября 2013, с английскими, французскими и русскими субтитрами, накопив суммарно 53 000 просмотров (по состоянию на сентябрь 2014, не путать с загрузками). Кинотеатральная премьера 2K DCP версии состоялась во время фестиваля Kommt Zusammen в Ростоке, Германия, 18 апреля 2014.

## Отзывы
Общественность и пресса были удивлены скрытным релизом фильма без какой-либо маркетинговой кампании.
Рецензенты положительно оценили эстетические, атмосферные, музыкальные и медитативные качества фильма, его реалистичный подход к сюжету, а также решение отказаться от традиционных интервью и поэкспериментировать с монтажом.